# Dominio español de Haití
El Dominio español en Haití hace referencias a un periodo histórico que se extiende desde finales del siglo XV, cuando Cristóbal Colón descubrió la Isla de Santo Domingo, hasta 1697, fecha en la cual España cede el oeste de dicha isla a Francia. Este periodo es seguido por la ocupación francesa del territorio, que dura hasta 1804, y la etapa de la República de Haití (que se extiende hasta nuestros días). 
En este artículo trataremos de lo que aconteció en Haití hasta la ocupación oficial francesa en el territorio, en 1697. Cierto es, sin embargo, que la inmigración española –y su control– en la región fue escasa, razón por la cual fue fácil la ocupación francesa –y la cesión por parte de España– del territorio del actual Haití. La colonia francesa aumentó su territorio con la ocupación de determinadas zonas del Santo Domingo español (San Miguel de la Atalaya, San Rafael de la Angostura, Hincha y Las Caobas), en 1809 y en 1822, año en que Haití invadió el resto del Santo Domingo español, que se independizó finalmente en 1844 como República Dominicana. Sin embargo, la nueva república dejó las zonas entonces fronterizas con Haití en poder haitiano, en que han permanecido hasta hoy.

## Nombre del territorio durante la ocupación española
Gonzalo Fernández de Oviedo y Bartolomé de las Casas registraron que el lado oeste de la isla era llamada Haití ("Tierra Montañosa") por los taínos. Aunque el uso de Haití por los taínos fue verificado y el nombre fue utilizado por esos historiadores, probablemente los taínos no la llamaban así.  Haití era el nombre taíno de una región situada en el noreste de la actual República Dominicana, concretamente de la región conocida como Los Haitises. 
En el mapa más antiguo documentado de la isla, creado por Andrés de Morales, esa región es nombrada Montes de Haití. Bartolomé de las Casas aparentemente nombró la isla completa Haití basándose en esa región en particular; Pedro Mártir de Anglería dijo que el nombre de una parte fue dado a toda la isla.
El nombre Haïti fue adoptado por el revolucionario haitiano Jean-Jacques Dessalines como el nombre oficial después de la independencia de Saint-Domingue, como un tributo a los antecesores indígenas. Quisqueya (de Quizqueia) se utiliza para referirse a la República Dominicana.

## Historia

### 1492-1697
Durante mucho tiempo la isla estuvo habitada por las etnias de los taínos (arawak), caribes y siboneyes. El 5 de diciembre de 1492 Cristóbal Colón llegó a La Española, concretamente al actual Haití, y la isla pasó a formar parte del Imperio español. Parte de la tripulación se queda en la isla, estableciendo un pequeño fuerte en la parte norte de la isla, en la actual Haití, que denominaron «La Navidad». En el segundo viaje, Colón descubre que los marinos han sido asesinados por los habitantes de la isla, pero siguió su viaje y no volvió hasta pocos años después. Los españoles regresaron a La Española occidental en 1502, estableciendo un asentamiento en La Yaguana, cerca del actual Léogâne. Un segundo asentamiento se estableció en la costa norte, en 1504, y fue llamado Puerto Real, cerca de la actual Fuerte Libertad que en 1578 se trasladó a una región cercana y fue renombrado como Bayahá. También la Isla de la Tortuga fue colonizada originalmente por unos pocos colonos españoles, aunque fueron ocupadas tres veces por grupos de colonos ingleses y franceses a lo largo del siglo XVII los cuales, en cada caso, eran expulsados por los españoles.
La población local de la isla fue esclavizada para trabajar en las plantaciones y en las minas. Se produjeron varios intentos de rebelión seguidos de represiones brutales. La introducción de enfermedades europeas, para las cuales los indígenas no tenían defensa, sumado a hambrunas, matanzas, y las terribles condiciones de los indígenas esclavizados, condujeron a un descenso abrupto de la población isleña que para 1506 no superaba los 60 000, incluyendo a los europeos, y la población indígena pasó a ser lo suficientemente escasa como para que en 1540 ya se considerara virtualmente extinta (aunque esto no fuera del todo cierto, pues quedaron pequeñas comunidades). La cultura indígena fue casi totalmente aniquilada en tanto que los pocos sobrevivientes fueron asimilados al resto de la población. 
Además, si durante sus primeros años la colonia mostró un gran auge, con las conquistas españolas en el continente americano (fundamentalmente las de México y Perú) la colonia entró en una larga decadencia, en la que muchos de los habitantes de la isla emigraron. 
Por otra parte, desde 1522, cuando se inició la primera revuelta de esclavos en Santo Domingo –en la actual Rep. Dominicana–, las revueltas de esclavos no hacían sino aumentar. Con el tiempo, la rebelión condujo a que muchos esclavos, originalmente presentes únicamente en la parte oriental de la isla, huyeran de sus opresores y establecieran muchas comunidades en el Suroeste, Norte y Este de la isla, provocando la primera llegada de esclavos, aunque libres, en la actual Haití.
La colonia de Yacanagua fue incendiada tres veces en su poco más de un siglo como asentamiento español, primero por los piratas franceses en 1543, de nuevo el 27 de mayo de 1592, por la escuadra naval inglesa Golden Dragon, liderada por el entonces corsario Christopher Newport, que destruyó las 150 viviendas del asentamiento, y finalmente por los propios españoles en 1605, por las razones que se exponen a continuación.
En 1595 los españoles, frustrados por el vigésimo año de la rebelión de sus súbditos holandeses, quienes querían la independencia de Los Países Bajos, cerraron sus puertos a los rebeldes enviados por dicho territorio. En 1605, España estaba furiosa por la persistencia de los  españoles residentes en las costas norteñas y occidentales de la isla que, debido a la lejanía de la capital de la isla, Santo Domingo, comerciaban ilegalmente y a gran escala con otros grupos europeos, a pesar de que el comercio con extranjeros estaba prohibido en Hispanoamérica, situación que se agravaba por el hecho de que los extranjeros con los que comerciaban eran los ingleses, un enemigo muy reciente, así como con los mencionados holandeses. A esto hay que añadir que  los ingleses y holandeses estaban influyendo a los españoles con los que comerciaban, quienes estaban contratando a obispos protestantes para que bautizaran a sus hijos y poseían biblias protestantes. Así, el gobernador español Antonio Osorio y Villegas ordenó, entre 1605 y 1606, la reubicación forzada de los habitantes de las bandas septentrionales y occidentales de la isla, enviándolos a Santo Domingo o a zonas cercanas a dicha ciudad con el fin de tenerlos más controlados.
Esta acción, conocida como Devastaciones de Osorio, resultó desastrosa: más de la mitad de los colonos reubicados murieron de hambre o enfermedad, más de 100 000 animales fueron abandonados, y muchos esclavos escaparon. Cinco de los trece asentamientos existentes en la isla fueron brutalmente arrasados por las tropas españolas, incluyendo los dos asentamientos en el territorio del actual Haití, La Yaguana y Bayajá. Muchos de los habitantes lucharon, escaparon a la selva, o huyeron a los buques en tránsito de campesinos holandeses, para obtener seguridad. Esta acción española era contraproducente ya que los piratas ingleses, holandeses y franceses eran ahora libres de establecer las bases sobre las costas norteñas y occidentales de la isla, ya abandonadas, donde el ganado salvaje ahora era abundante y gratis. 
Con el tiempo, desde 1625 y en las zonas despobladas de la parte oeste, se fueron asentando bucaneros, hombres que vivían de la caza de reses y cerdos, el comercio de pieles y el cultivo de tabaco, y filibusteros, ambos de origen francés. Ellos ocuparon inicialmente la Isla de la Tortuga.
A partir de allí los franceses comenzaron a colonizar la zona occidental de la isla que había sido descuidada por los españoles.  
Al principio sobrevivió la piratería de barcos españoles, piratas que comían vacas y cerdos salvajes, y vendían las pieles a los comerciantes de todas las naciones. Aunque los españoles destruyeron los asentamientos bucaneros varias veces, en cada una de ellas estos regresaron debido a la abundancia de recursos naturales: árboles de madera dura, cerdos salvajes, ganado y agua fresca. En 1652 los franceses saquearon San Juan de los Remedios en Cuba y las autoridades de Santo Domingo los expulsaron de zona (aunque la isla volvió a manos francesas en 1600). El acuerdo sobre Tortuga fue establecido oficialmente en 1659 bajo la comisión del rey Luis XIV. 
En 1665, los franceses se expandieron por la isla de Tortuga y el oeste de La Española, imponiendo un sistema esclavista basado en la actividad agrícola, caso de la plantación del cultivo del café, y la ganadería.
En 1697, España cedió a Francia esa parte de la isla por el Tratado de Ryswick, constituyéndose el Saint Domingue francés. 
Sin embargo, aún una parte oriental del actual Haití (fronteriza con la actual Rep. Dominicana), continuó siendo española, al igual que la parte oriental de la isla.

### Después de la cesión (1697-1844)
Tras la cesión del oeste de Santo Domingo a Francia, la Corona española aprovechó el llamado Tributo de Sangre para enviar a varios grupos de colonos de las Islas Canarias a regiones fronterizas con Saint Domingue (como entonces se llamaba el oeste de la isla de Santo Domingo) con el fin de evitar la expansión francesa hacia el aún Santo Domingo español. Sin embargo, el área fronteriza con el territorio francés terminó siendo incorporado a Haití entre finales del siglo XVIII y el XIX. 
La primera de estas regiones fue el actual Hincha, la cual vio llegar a sus costas un grupo de colonos canarios a principios del siglo XVIII, el cual fundó la región en 1704. Más tarde, en 1761, otro grupo de colonos canarios emigró a la frontera con el Santo Domingo Francés, fundando San Rafael de la Angostura, Las Caobas y Dajabón.
Varios años después, en 1768, el vizconde del ya mencionado San Rafael de la Angostura, José de Guzmán y Meléndez, funda San Miguel de la Atalaya en los terrenos de la Estancia Marigallega. Ese lugar también fue, posteriormente, poblado por colonos españoles del mismo origen que los anteriores.
Durante estos años, los canarios también ocupan las zonas portuarias dominicanas de interés estratégico, estableciéndose en los puertos de las provincias de Montecristi, Puerto Plata, Samaná y Sabana de la Mar para impedir la expansión francesa.
Paradójicamente, los colonos que se establecieron en esos lugares para evitar la expansión francesa, se beneficiaron de ella, comerciando productos con los franceses y creciendo en la medida que esta demandaba alimento, ganados, madera, tintes y tabaco, al mismo tiempo que los intercambiaban por esclavos, vinos, harinas y manufacturas galas.
Debido a que las fronteras entre las partes española y francesa no estaban del todo claras, grupos de franceses iban avanzando a zonas más orientales de la isla. Por ello, en 1773 el capitán general de la parte española de la isla, José Solano, y el gobernador de la parte francesa, marqués de Valière, firmaron en San Miguel de la Atalaya un tratado (Tratado de San Miguel de la Atalaya), en el cual se dispuso crear dos comisiones para establecer una frontera entre las dos colonias tomando como referencia los ríos Dajabón y Pedernales. En 1776 José Solano y el conde de Ennery ratificarían este acuerdo con la ayuda de una comisión de topógrafos que señalarían físicamente los límites establecidos (Tratado de Aranjuez (1777)).
Aunque con este tratado San Miguel se mantendría en poder español, durante la guerra de la Primera Coalición la ciudad pasó a ser ocupada por Francia, concretamente en el año 1794. Así, al año siguiente (1795), la ciudad fue cedida formalmente a Francia, mediante la Paz de Basilea, junto con el resto de la actual Rep. Dominicana. Por ello, los habitantes de las ciudades fronterizas con Saint Domingue emigran al interior de la Rep. Dominicana, así como a Cuba, Puerto Rico y Venezuela, dejando esas ciudades despobladas.
En 1809, tras la Batalla de Palo Hincado (por la cual la cual la Rep. Dominicana vuelve a manos españolas), Henri Christophe, presidente de Haití, ocupó los municipios de San Miguel de La Atalaya y San Rafael de Angostura, pertenecientes hasta ese momento a territorio dominicano, por lo que la población de esos lugares se convirtió en haitiana. 
Además, el 9 de febrero de 1822, tras su independencia de España (1821), Haití (al que ya pertenecía San Miguel y San Rafael) ocupa la parte hispana de la isla (actual Rep. Dominicana), la cual no logra la independencia hasta 1844, ni tampoco la logra en su totalidad, pues Hincha y Las Caobas se mantienen en manos haitianas, permaneciendo en ellas hasta la actualidad, suceso que fue finalmente ratificado por un tratado realizado por los gobiernos de la República Dominicana y Haití en 1929.